# Кръстници в рая
„Кръстници в рая“ (на английски: A Fairly Odd Summer) е американски игрално-анимационен телевизионен филм от 2014 г., който е продължение на „Доста странна Коледа“ (2012) и е базиран на анимационния сериал „Кръстници вълшебници“. Това е третата и последна част на игралната филмова поредица „Кръстници вълшебници“, който започва с първия филм „Тими Търнър, порасни!“, и продължава с първото си продължение. Премиерата на филма е излъчена на 2 август 2014 г. по Nickelodeon, след това е издаден на DVD на 28 октомври 2014 г., и на Blu-ray на 4 декември 2015 г.

## Актьорски състав
- Дрейк Бел – Тими Търнър
- Даниел Монет – Тути
- Даран Норис – Космо (глас) / Г-н Търнър
- Сюзън Блейксли – Уанда (глас)
- Тара Стронг – Пуф (глас)
- Терил Ротъри – г-жа Търнър
- Дейвид Луис – Дензъл Крокър
- Марк Гибън – Юрген вон Странгъл
- Девън Уийгъл – Вики
- Картър Хастингс – Марти
- Ела Андерсън – Мици
- Али Лийбърт – госпожа Мълиган
- Винсънт Тонг – доктор Флемиш
- Скот Байо – Фуп
- Ерик Бауза – Фуп (глас)
- Бъч Хартман – Луд тип
- Вина Суд – Съветничка за Анти-феите (глас)

## В България
В България филмът за първи път е излъчен по локалната версия на „Никелодеон“ през 2015 г.
През 2022 г. е достъпен в стрийминг платформата SkyShowtime.

### Нахсинхронен дублаж
| Роля                              | Изпълнител                        |
| --------------------------------- | --------------------------------- |
| Тими Търнър                       | Живко Джуранов                    |
| Тути                              | Августина-Калина Петкова          |
| Госпожа Мулигън                   | Августина-Калина Петкова          |
| Космо                             | Георги Стоянов                    |
| Уанда                             | Светлана Смолева                  |
| Дензъл Крокър                     | Христо Бонин                      |
| Юрген фон Странгъл                | Николай Пърлев                    |
| Марти                             | Златина Тасева                    |
| Госпожа Търнър                    | Яна Огнянова                      |
| Господин Търнър                   | Явор Караиванов                   |
| Митзи                             | Татяна Етимова                    |
| Вики                              | Татяна Етимова                    |
| Професор Бътърпръц                | Петър Върбанов                    |
| Управител на Съвета на Анти-феите | Петър Върбанов                    |
| Фуп                               | Иван Велчев                       |
| Господин Мулигън                  | Росен Русев                       |
| Доктор Флемиц                     | Росен Русев                       |
| Луд тип                           | Росен Русев                       |
| Други гласове                     | Борислава Стратиева Николай Йовин |

| Обработка              | Александра Аудио |
| ---------------------- | ---------------- |
| Изпълнителен продуцент | Васил Новаков    |
| Преводач               | Стоянка Димова   |
| Тонрежисьор            | Георги Тончев    |
| Режисьор на дублажа    | Петър Върбанов   |